# إرنست دبليو. روبرتس
إرنست دبليو. روبرتس (بالإنجليزية: Ernest W. Roberts)‏ هو محامي وسياسي أمريكي، ولد في 22 نوفمبر 1858 في الولايات المتحدة، وتوفي في 27 فبراير 1924. حزبياً، نشط في الحزب الجمهوري. وقد انتخب عضو مجلس نواب ماساتشوستس وانتخب عضو مجلس النواب الأمريكي.